# Tel Aviv Open 1979
Il Tel Aviv Open 1979 è stato un torneo di tennis giocato sul cemento. È stata la 1ª edizione del torneo, che fa parte del Colgate-Palmolive Grand Prix 1979. Si è giocato al Israel Tennis Centers di Ramat HaSharon vicino a Tel Aviv in Israele dall'8 al 13 ottobre 1979.

## Campioni

### Singolare maschile
Tom Okker ha battuto in finale  Per Hjertquist con il punteggio di 6–4, 6–3

### Doppio maschile
Ilie Năstase /  Tom Okker hanno battuto in finale  Mike Cahill /  Colin Dibley con il punteggio di 7–5, 6–4